# Bortiergalerij
De Bortiergalerij in Brussel is een winkelgalerij ontworpen door Jean-Pierre Cluysenaar. Ze werd gebouwd in 1847 en het jaar erna geopend. Ze is gelegen in het centrum van Brussel tussen de Sint-Jansstraat en de Magdalenasteenweg.

## Geschiedenis
De aanleg van de Bortiergalerij was een vastgoedproject van P.L.A. Bortier op de plaats waar zich het transportbedrijf Messageries J.B. Van Gend bevond. Oorspronkelijk was de winkelgalerij een deel van het Magdalenamarktcomplex, een overdekte markt die ook door Cluysenaar werd gebouwd. De architect maakte optimaal gebruik van het onregelmatige en hellende terrein. Als toegang aan de Magdalenasteenweg werd de laatbarokke voorgevel van een 18e-eeuws woonhuis bewaard. 
De galerij opende in 1848. Een van de handelaars uit de vroege periode was Jean-Baptiste Moens, vader van de filatelie.
Na de Tweede Wereldoorlog raakte de Bortiergalerij onderkomen en in 1957 werd ze gesloten. Vijftien jaar lang was ze blootgesteld aan de elementen, maar in 1974-1977 volgde een restauratie door de architecten M. en P. Mignot. Daarbij werd de zuidelijke arm gesloopt en in gewijzigde vorm heropgebouwd. Ook de glazen bedaking werd vernieuwd.
Lange tijd waren de meeste winkels in de galerij boekhandels en kunstgalerijen. Willem Frederik Hermans, E. du Perron en veel Belgische schrijvers kwamen er regelmatig langs.
In 2024 besloot de stad Brussel het contract van de meeste ervan niet te verlengen en in hun plaats voedings- en horecazaken aan te trekken. De transformatie, die nog drie boekwinkels liet voorbestaan, werd toevertrouwd aan de ondernemer Thierry Goor, bekend van Wolf in het centrum en Fox in Watermaal-Bosvoorde. De keuze van de stad Brussel werd bekritiseerd omdat het unieke plek voor boekenliefhebbers inwisselde voor een "modieuze kant-en-klare formule [...]: de foodcourt" en de culturele identiteit van de plek "te grabbel" gooide.

## Fotogalerij

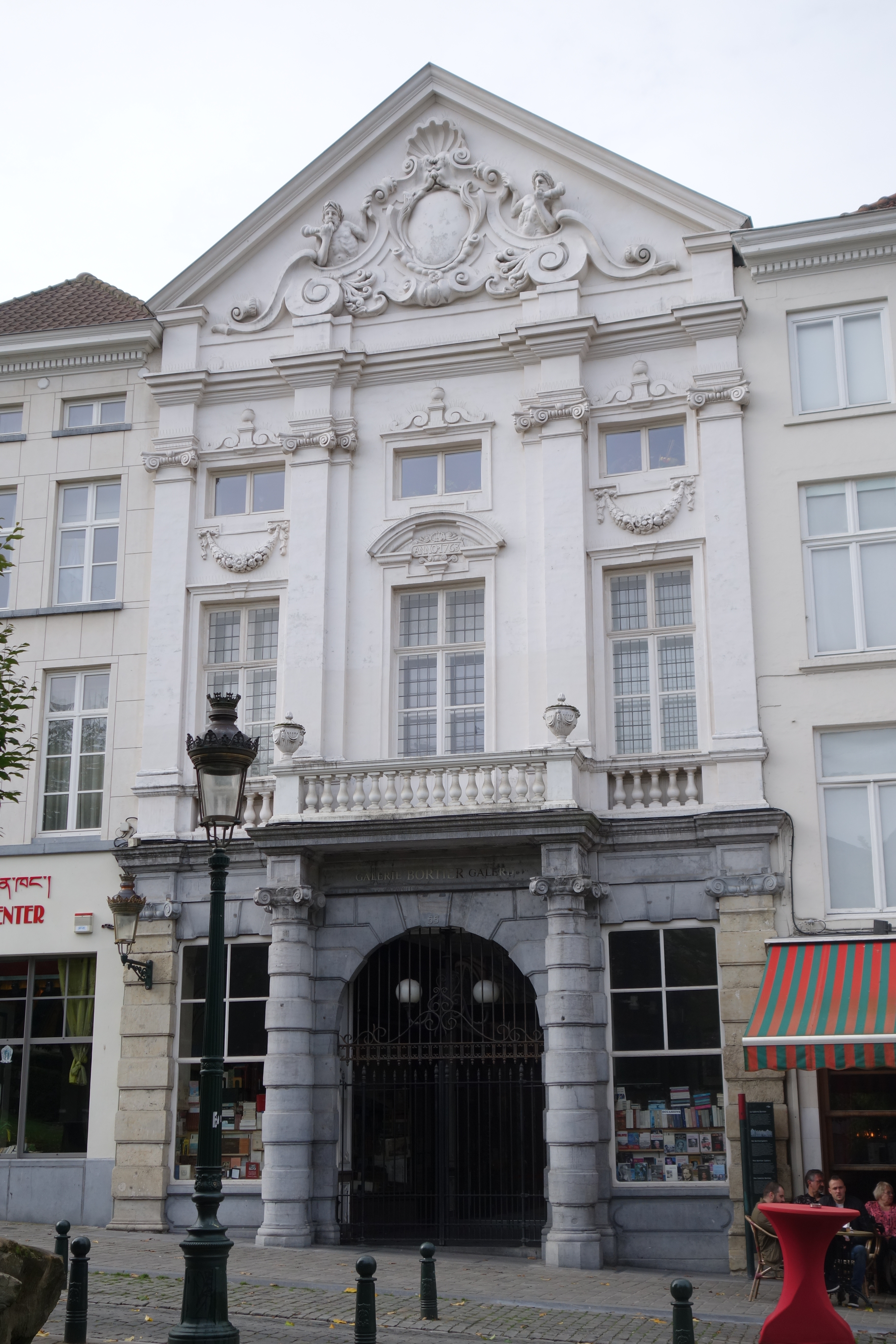
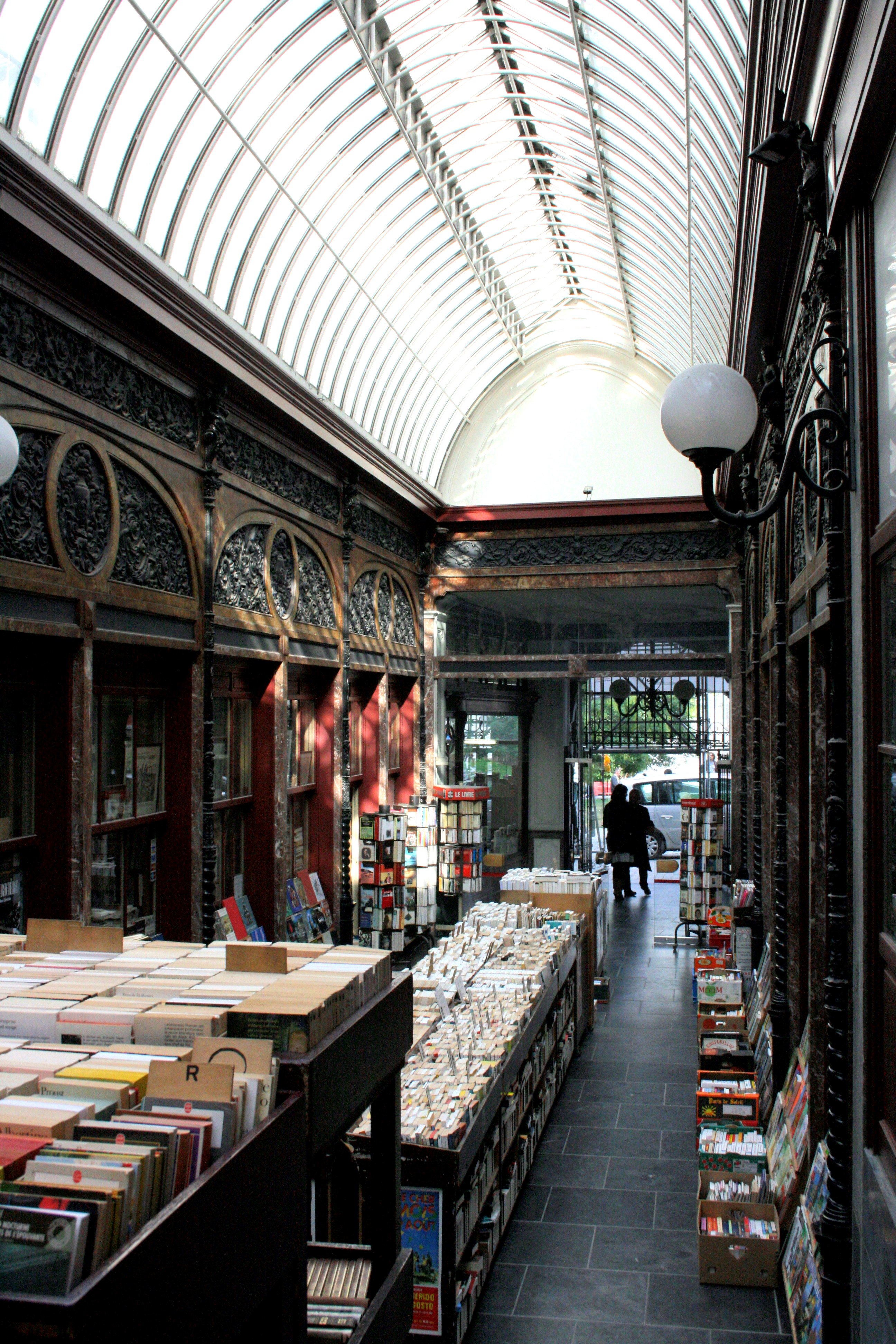
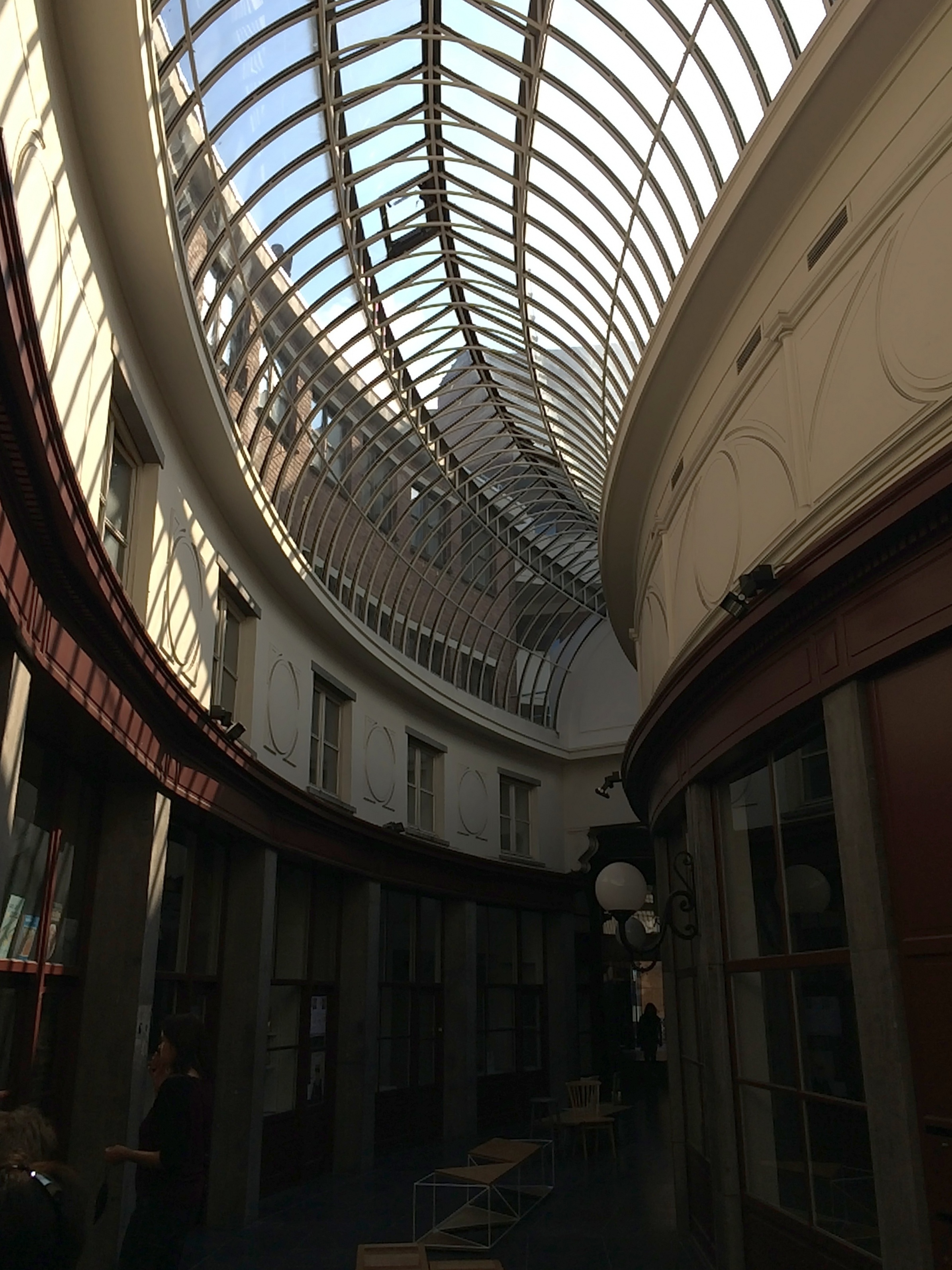